# MFantasy
MFantasy je český on-line magazín o fantasy, sci-fi a hororu, založený 9. 3. 2004 Miroslavem Kaletou. Ten byl až do 17. března 2010 jeho šéfredaktorem, nyní je hlavním správcem webu a jeho funkci převzal Ondřej Páleník (Hawk). Jako jeden z prvních magazínů vydával v letech 2006 až 2007 e-magazíny. Uveřejněné e-magazíny si lze prohlédnout ve stejnojmenné rubrice na webu.

## Seznam šéfredaktorů
- 2015–současnost Petr Akoba Šimek
- 2014–2015 Jan Belanský
- 2010–2014 Ondřej Páleník (Hawk)
- 2004–2010 Miroslav Kaleta

## Stručná historie

### Změna adresy webu[4]
Od svého založení magazín fungoval na adrese mfantasy.mysteria.cz. V červnu 2005 byla zakoupena doména .org web se přesunul na mfantasy.org, aby nakonec od 10. března 2006 zakotvil na své dosavadní adrese mfantasy.cz.

### Proměny designu a dalšího
Ke druhé designové a funkční změně od založené magazínu došlo 15. listopadu 2009. Největší změnou bylo pravděpodobně přidání slideshow do hlavičky webu. Zároveň s tím přichází snaha o návrat k původní filosofii – autorská tvorba (próza, poezie) a workshopy. Dochází k novému náboru redaktorů
3. ledna 2011 se spustila nová verze webu s novým designem a kompletní optimalizací pro chytré dotykové telefony. Nový design má za cíl: vytvořit nový jasný logotyp, použít dobře zapamatovatelný znak, spojený s názvem magazínu, a maximálně zjednodušit a zpřehlednit web. Vzniká nová pravidelná pondělní rubrika Fantasy News.
Zatím poslední proměna MFantasy proběhla na konci listopadu 2011, mimo nový design bylo umožněno vkládání Facebookových komentářů pod každý článek.

## Náplň magazínu
Původní zaměření vydávání fantasy povídek se časem rozrostlo také na přinášení novinek a reportáží ze světa fantasy, sci-fi a hororu. Na webu jsou uveřejňovány recenze vyšlých českých i zahraničních titulů, filmů, počítačových her a her na hrdiny fantastického žánru a ukázky z dosud nevydaných knih. Dále zde najdete rozhovory s českými a slovenskými spisovateli, editory, překladateli a s význačnými osobami fantastiky. Ve spolupráci s nakladatelstvími vyhlašuje magazín soutěže o knížky. Pořádá on-line workshopy pro podporu psaní a také vlastní soutěže.

### Soutěže MFantasy

#### Dřívější[4]
Úplně první vyhlášenou literární soutěží byla soutěž O Stříbrný tolar (9. března 2005). Další O Zlatý dukát (2. října 2005), do které bylo zasláno přes 100 povídek, vyhlásil magazín ve spolupráci s Pevností. V roce 2006 na jaře probíhala soutěž Zrcadlo fantasie (2. dubna 2006).

#### Aktuální
Od roku 2010 MFantasy každoročně vyhlašuje literární soutěž O Dračí řád. Na konci roku 2011 poprvé vyhlásila i výtvarnou soutěž O Dračí oko.

### Projekty MFantasy
Jedním z nejvýznamnějších a nejznámějších projektů byly Cesty osudu. Povídka na pokračování, která byla uveřejňována na jaře 2008, jejíž vývoj určovali čtenáři hlasováním. Částečně byla i ilustrována.

Druhou povídkou na pokračování byly Vlákna osudu, odehrávající se ve Skandinávii 9. století, v době Vikingů. Jejich první část byla publikována 1. září 2008. Jednotlivé části až na výjimky vycházely vždy po týdnu. Uzavřela se 20. částí v únoru 2009. Mediálním partnerem byl časopis Pevnost.